# Ipolynyék
Ipolynyék (szlovákul: Vinica, korábban Nekyje) község, egykor járási székhely Szlovákiában, a Besztercebányai kerületben, a Nagykürtösi járásban. A mai település Alsó-, Közép-, Felső- és Egyházasnyék, valamint Leklinc falvak területéből keletkezett. Ma a járás legnépesebb községének számít, országszerte híres bortermeléséről. Mint a Nagy-patak mikrorégió központja, központi szerepkört tölt be a környéken.

## Szent Donát és Szent Orbán képoszlopa
Szent Donát számos borvidéken szőlővédőszent. Viharkárok és jégeső ellen oltalmazza a szőlőket. Kevés helyen található a Kárpát-medencében, hogy Szent Orbánnal együtt védjék a szőlőskerteket. 2018 augusztusától ezekhez a településekhez csatlakozott a szlovákiai Ipolynyék/Vinica/. A felszentelt kápolnácska, jobban mondva képoszlop a Zsobrák elnevezésű domborulat lábánál helyezkedik el, úgymond a szőlőskertek kapujában. Készítői a Vida és a Molnár család.

## Fekvése
Nagykürtöstől 20 km-re délnyugatra fekszik, a Korponai-fennsík déli lábánál, a Nagy-patak (Veľký potok, a trianoni békediktátum előtt Egres-patak) mentén. A községet övező vulkanikus eredetű magaslatokon 150 hektár területen szőlőt termesztenek. A szőlőhegyeken elszórtan több mint félezer pince található.

## Története
A falu területe az őskor óta folyamatosan lakott. Megtalálták itt a kelták, kvádok, markomannok településeinek nyomait is. A honfoglalás után a Nyék törzs szálláshelye lehetett, akik az egykori gyepű vonalát őrizték. 1156-ban Nek alakban említi először fennmaradt oklevél, amikor birtokosa, a Hont-Pázmány nembeli Lampert comes egy ekényi földjét két házzal a bozóki apátságnak adta. Temploma már a 13. században állt a mai plébánia szérűskertjében. Ez a tatárjáráskor pusztult el. A falu már a középkorban híres bortermőhely, 1354-ben említik szőlőhegyét az egri káptalan egyik oklevelében. 1351-ben már két település, Alsó- és Felsőnyék állt a helyén, melyeket Also Nyek és Felseö Nyek alakban említenek. Alsónyék a zólyomi váruradalom része, majd 1494-től a Nyéki, a Szécsényi és Révay családoké.
A 15. és 17. század között Hont és Nógrád vármegye többször tartotta itt közgyűléseit. Az évszázadok során jelentősebb birtokosai a Teleki, Koháry, Majtényi, Coburg, Horváth és Haydin családok voltak. Területén több kastély és nemesi kúria is állt, melyek közül három ma is megvan. Az Egres-patakon egykor kilenc malom is működött és 1880-tól gőzmalma is létezett a községnek. Lakói között több iparost és kereskedőt is találhattunk. 1715-ben Alsónyéknek két malma és 16 adózó családfője, Felsőnyéknek egy malma és 13 családfője volt. 1720-ban 30, illetve 20 adózó háztartás létezett a két településen. 1828-ben Alsónyék 245 házában 1473 lakos élt.
A hozzá tartozó Lekinc 1343-ban "Neklyncz" alakban tűnik fel először írott forrásban. 1351-ben "Neghlynch", 1441-ben "Nyeglincz", 1451-ben "Neklyncz" alakban említik. 1828-ban mindössze 2 háza volt 18 lakossal.
Vályi András szerint: „Alsó, és Felső Nyék. Két magyar falu Hont Várm. földes Uraik G. Kohári, és több Uraságok, lakosaik katolikusok, fekszenek Szécséntől 3/4 órányira, egy más tövében, Alsó Felsőnek filiája, határbéli földgyeik két vetőre jók, és középszerűek; réttyek kevés, de jó: erdeik szépek, borok jó, és sok van, boraikat a’ Bánya Városokban, gabonájokat pedig B. Gyarmaton szokták el árúlni.”
Fényes Elek szerint: „Nyék (Alsó, Felső), 2 egymásmellett lévő magyar falu, Honth vármegyében, ut. p. B. Gyarmathoz 1 1/2 mfd. 1454 kath., 21 evang., 2 ref. lak. Kath. paroch. templom. Határja igen nagy; bora sok és jó, erdeje elég. F. u. az esztergomi káptalan, h. Coburg, s m. t.”
Hont vármegye monográfiája szerint: „Ipolynyék, magyar kisközség, 329 házzal és 1557 róm. kath. vallású lakossal; vasúti állomása és távírója Drégelypalánkon, postája helyben van. Járási és körjegyzőségi székhely. Azelőtt, Alsó- és Felsőipolynyék névvel, két külön község volt, mígnem a kettőt 1905-ben Ipolynyék közös névvel egyesítették. A Nyék nemzetség ez ősi birtoka azon hetven falu között szerepel, melyeknek dézsmáját Márton érsek, 1156-ban, az esztergomi káptalannak adta. Az 1232. évben II. Endre király a birtokot zólyomi uradalmához csatolta. A XIV. századbeli oklevelekben Nyek alias Korláthfölde alakban fordul elő, a mikor 1351-ben Venczel fráter a sági konvent előtt Varbói Mihály fiának, Lászlónak adta itteni birtokát. A híres nyéki szőlőhegyekről már 1354-ben emlékezik meg az egri káptalan. A XV. század kezdetén, 1421-ben Nyéki Jánost, 1439-ben pedig Nyéki Demetert találjuk birtokban. A század végén, 1494-ben, az esztergomi káptalan a Nyéki, Szécsényi és Révai családok birtokai megvásárolta és az egyesített jószágot a mult századig megtartotta. A XV. század végétől, 1494-től, 1544-ig itt tartotta a vármegye közgyűléseit, úgyszintén 1612-, 1692- és 1725-ben is. 1524-ben Szobi Mihálynak is volt itt része. A XVII. században osztályosak voltak itt a Darvas családbeliek, kiktől a század végén a Laszkáryak és Rádayak örökölték a birtokot. A Laszkáryak mindvégig megtartották részüket; a Rádayak része azonban többször cserélt gazdát: előbb, a XVIII. század elején, a gróf Telekiek örökölték, kiktől a mult században báró Majthényi László szerezte meg. Földesurak voltak itt még a XVIII. században a Koháryak, majd a mult században a herczeg Coburgok, Berzeviczy Béla és a Fekete család is. Jelenleg herczeg Coburg Fülöpnek, báró Majthényi Lászlónak, ifj. Laszkáry Gyulának, Fischer Bertalannak és Ehrenstein Mórnak van nagyobb birtoka. A községben négy kastély van; ezek legrégibbje a gróf Teleki-féle, mely báró Majthényi László révén, Horváth Béláé lett. Csinos kastélya és birtoka van itt még Haydyn Károlynak. A község lakosai hitelszövetkezetet tartanak fenn. A falu temploma 1846-ban épült. Ipolynyékhoz tartoznak a Huszárház és a Józsefmajorok, továbbá a Leklincz puszta, mely hajdan falu volt és 1351-ben szerepel az oklevelekben, a mikor Neklincz alias Neghlyncz alakban írták a nevét.”
Alsó- és Felsőnyéket 1905-ben egyesítették újra. Trianonig Hont vármegye Ipolynyéki járásának székhelye volt, majd az új csehszlovák állam része lett. 1938 és 1944 között ismét Magyarországhoz tartozott.

## Népessége
| Év:            | 1994. | 2004.   | 2014.   | 2024.   |
| -------------- | ----- | ------- | ------- | ------- |
| Emberek száma: | 1976  | 1927    | 1826    | 1748    |
| Eltérés:       |       | -2,47 % | -5,24 % | -4,27 % |

| Év:            | 2023. | 2024.   |
| -------------- | ----- | ------- |
| Emberek száma: | 1759  | 1748    |
| Eltérés:       |       | -0,62 % |

1880-ban Alsóipolynék 902 lakosából 864 magyar és 15 szlovák anyanyelvű volt. Felsőipolynék 448 lakosából 415 magyar és 18 szlovák anyanyelvű volt.
1890-ben Alsóipolynék 952 lakosából 929 magyar, 22 szlovák és 1 egyéb anyanyelvű volt. Ebből 908 római katolikus, 16 izraelita, 25 evangélikus és 3 református vallású volt. Felsőipolynék 503 lakosából 498 magyar és 4 szlovák anyanyelvű volt.
1900-ban Alsóipolynék 1023 lakosából 1009 magyar, 12 szlovák, 1 német és 1 egyéb anyanyelvű volt. Ebből 979 római katolikus, 29 izraelita és 15 evangélikus vallású volt. Felsőipolynék 546 lakosából 546 magyar és 1 egyéb[forrás?] anyanyelvű volt. Ebből 523 római katolikus, 11 evangélikus, 10 izraelita és 2 református vallású volt.
1910-ben 1759 lakosából 1746 magyar és 8 szlovák anyanyelvű volt.
1921-ben 1833 lakosából 1733 magyar és 75 csehszlovák volt.
1930-ban 1855 lakosából 1640 magyar és 190 csehszlovák volt.
1941-ben 2070 lakosából 2048 magyar és 8 szlovák volt.
1970-ben 2181 lakosából 2035 magyar és 142 szlovák volt.
1980-ban 2108 lakosából 1851 magyar és 226 szlovák volt.
1991-ben 2037 lakosából 1844 magyar és 176 szlovák volt.
2001-ben 1961 lakosából 1723 magyar és 228 szlovák volt, a lakosság többsége katolikus vallású.
2011-ben 1870 lakosából 1577 magyar és 259 szlovák volt.
2021-ben 1794 lakosából 1415 (+70) magyar, 318 (+34) szlovák, 1 cigány, 9 (+1) egyéb és 51 ismeretlen nemzetiségű volt.

## Gazdasága
A falu legnagyobb vállalata az országszerte ismert Vinica Rt., amely gyorsfagyasztott zöldségeket állít elő. A Herbex teák nagy részét itt csomagolják, de fatelep is működött a községben. Számos vállalkozás foglalkozik borászattal, de a falu csaknem valamennyi családjának van saját borospincéje.

## Neves személyek
- Itt született 1738-ban Szabó András, a kassai egyházmegye első püspöke, pedagógus és egyházi író.
- Itt született 1821-ben Pajor István költő, a szabadságharcban nemzetőr hadnagy, a Nógrád Megyei Múzeum egyik alapítója. Emléktáblája a főtéren levő emlékoszlopon áll.
- Itt született 1823-ban Barta Adolf esztergomi ügyvéd.
- Itt született 1839-ben Laszkáry Gyula főrendiházi tag, a dunáninneni evangélikus egyházkerület felügyelője,
- Itt született 1841-ben Nyéki János színész, igazgató.
- Itt született 1941. március 15-én Gágyor József pedagógus, néprajzi gyűjtő, helytörténeti író.
- Itt szolgált Csontosi János (1846–1918) könyvtáros, corvinakutató, a MTA levelező tagja.
- Itt szolgált 25 éven át Gürtler Dénes (1881–1944) esperes-plébános, felvidéki magyar politikus, szlovákiai nemzetgyűlési és magyarországi országgyűlési képviselő.
- Itt szolgált Elek Lajos (1921–2007) plébános.

## Nevezetességei

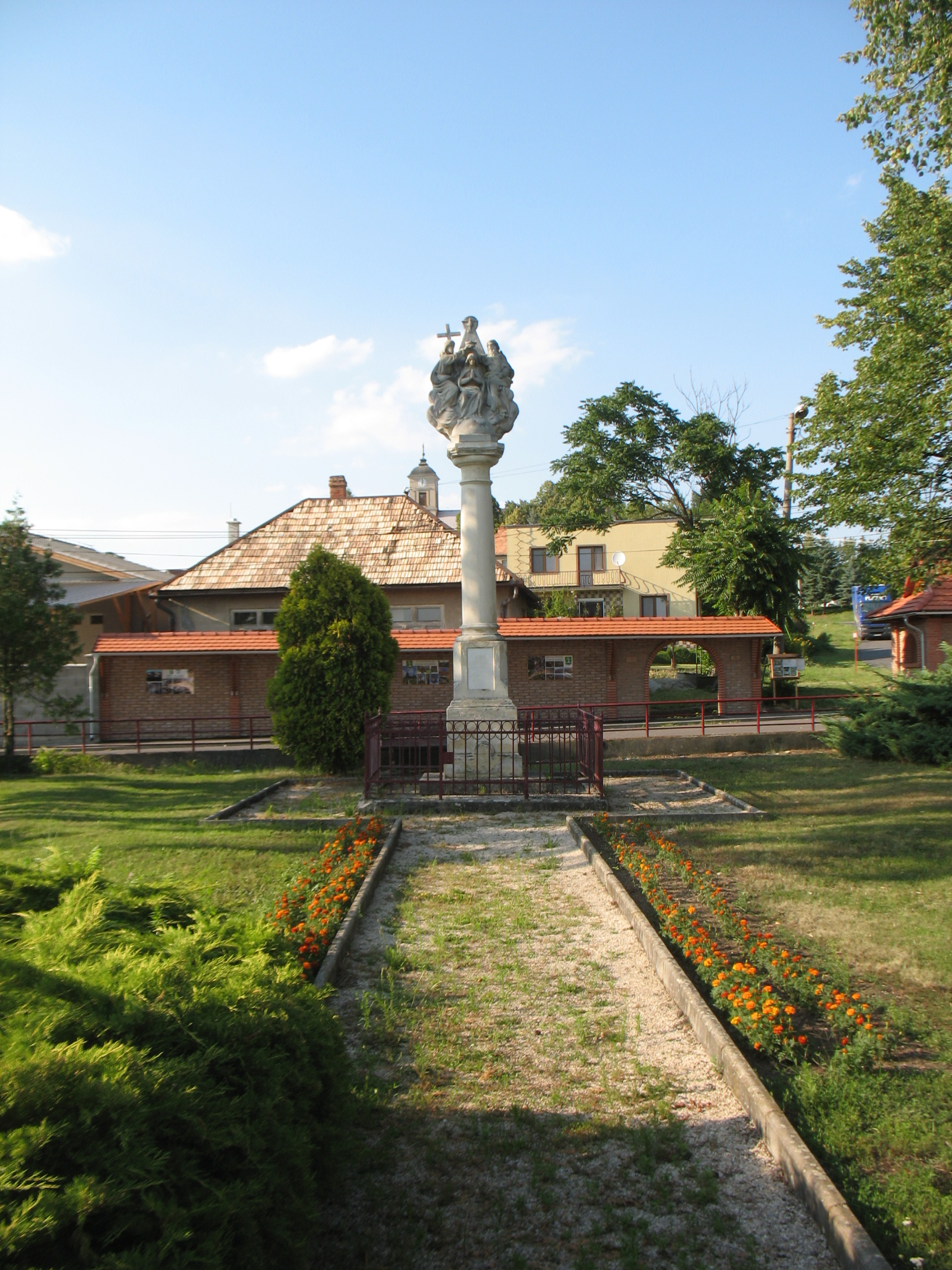
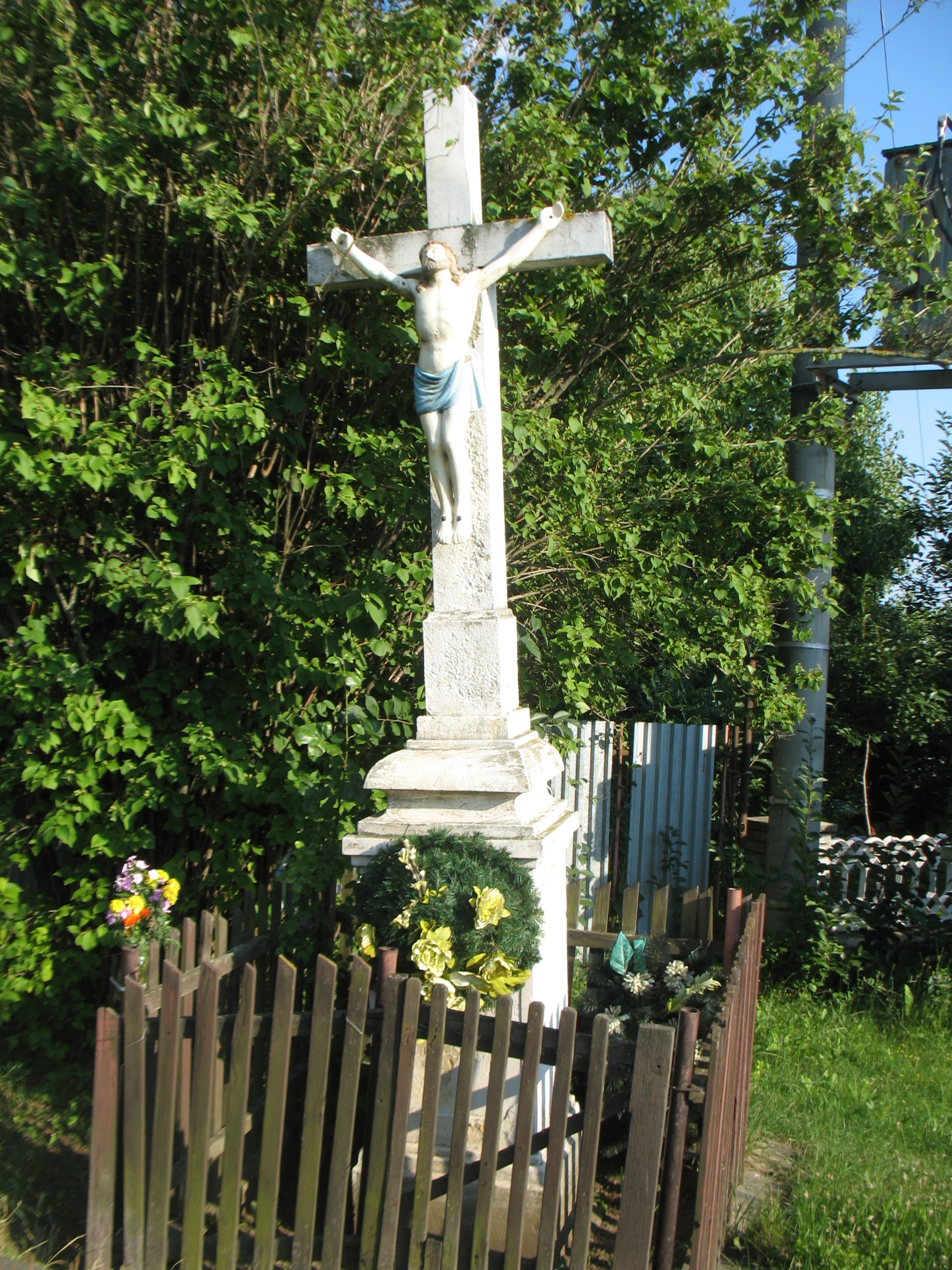

- Római katolikus temploma 1846-ban épült, de 1887-ben a talaj meglazulása miatt – a szentély kivételével – le kellett bontani és újjáépíteni.

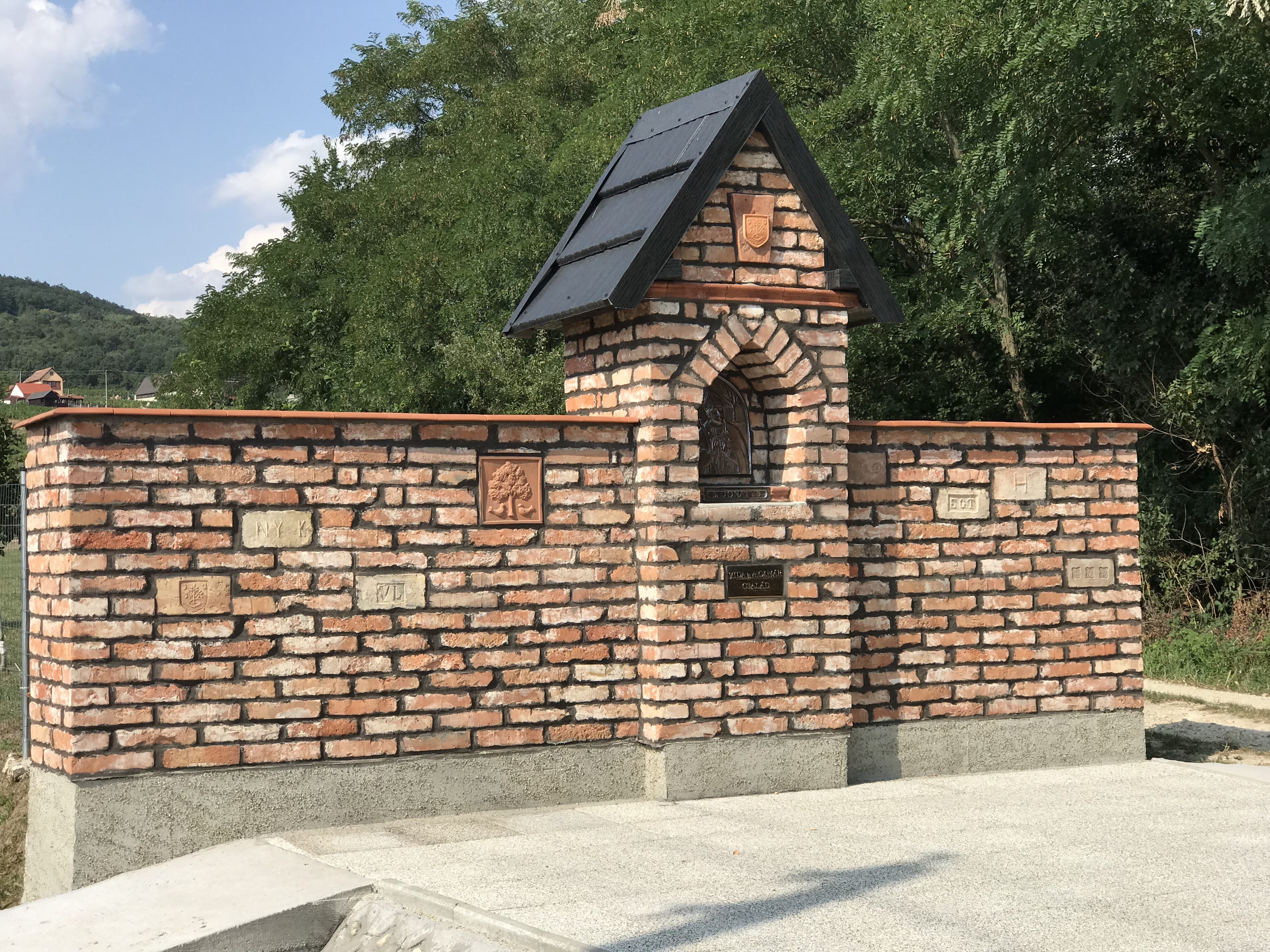
Szent Donát számos borvidéken szőlővédőszent. Viharkárok és jégeső ellen.

- Szent Donát számos borvidéken szőlővédőszent. Viharkárok és jégeső ellen.A Teleki-kastély 1780-ban épült késő barokk stílusban, később klasszicista stílusban építették át.
- Szent Donát számos borvidéken szőlővédőszent. Viharkárok és jégeső ellen oltalmazza a szőlőket. Kevés helyen található a Kárpát medencében, hogy Szent Orbánnal együtt védjék a szőlőskerteket. 2018 augusztusától ezekhez a településekhez csatlakozott a szlovákiai Ipolynyék/Vinica/. A felszentelt kápolnácska, jobban mondva képoszlop a Zsobrák elnevezésű domborulat lábánál helyezkedik el, úgymond a szőlőskertek kapujában. Készítői a Vida és a Molnár család.
- A Haydin-kastély a 19. század első felében épült klasszicista stílusban.
- Harmadik kastélya szintén 19. századi klasszicista épület.
- A felsőnyéki falurészen álló, ún. galamiai-kápolna 18. századi építmény.
- A nagyhegyi-kápolna a Fájdalmas Szűzanya tiszteletére van szentelve.
- A Szentháromság-kápolna 1870-ben épült, a felsőnyéki temetőben áll.
- A község legújabb kápolnája az 1994-ben épített Fatimai-kápolna.
- A Nepomuki Szent János-szobor 18. századi, barokk stílusú.
- A főtéren álló Szentháromság-szobor 1903-ban készült.
- A Szent István-szobor a róla elnevezett parkban áll.
- Az alsónyéki kőhíd a 17. században épült.
- A községnek hagyományőrző néptánccsoportja van.
- Az egykori Millenniumi Emlékmű. A kétrészes talpazaton álló, több mint két méter magas obeliszket a község lakossága emeltette 1896-ban a főtéren. Egykori felirata: „A honfoglalás emlékére a Millénium évében állíttatta Alsó- és Fölső-Ipolynyék lakossága. 1896.” A trianoni békeszerződést követően az emlékművet ideiglenesen eltávolították. Ismételt köztéri elhelyezésére a község Magyarországhoz való visszacsatolását követően, 1939-ben került sor, az első világháborúban elesettek tiszteletére emelt Hősök Emlékműve részeként. Szintén itt állították fel az Alsó- és Felsőgöd testvértelepülések által adományozott Országzászlót. Miután a községet ismét Csehszlovákiához csatolták, a Millenniumi Emlékművet 1947 nyarán az éj leple alatt titokban eltávolították. Helyére a későbbiekben szovjet katonát ábrázoló, nagyméretű domborművet helyeztek, kiegészítve azt a „Dicsőség a szovjet hadsereg hőseinek” szlovák és orosz nyelvű feliratával.[9]
- Esterházy János szobrát 2009. október 11-én avatták fel.

## Kultúra
- A magyarnóta-énekesek Őszirózsa címen, 2009. október 4-én megrendezett országos versenyének helyszíne.

## Külső hivatkozások
- A község hivatalos honlapja
- Községinfó
- Ipolynyék Szlovákia térképén
- Infotour.sk
- E-obce.sk[halott link]
- Vasárnap, 2006. november 24. (XXXIX/47), 18-19. pp.
- Tájnyelv-hangfelvételek
- Vinica